# Compagnie générale de construction
Pour les articles homonymes, voir CGC.
La Compagnie générale de construction (CGC) est une ancienne entreprise de construction mécanique basée à Saint-Denis.

## Historique

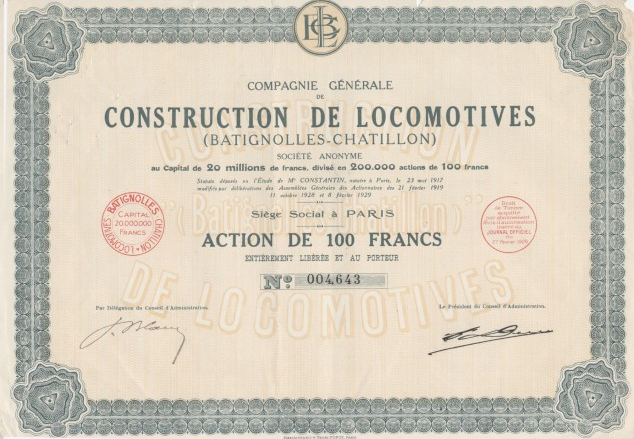
Une action datant de l'entre-deux-guerres

La Compagnie générale de construction est fondée en 1879 par Mazé, Voisine et Touchard, pour la fabrication et vente de matériel fixe et roulant pour chemins de fer, tramways, etc, sous l'impulsion de la Compagnie des wagons-lits (CIWL). Des ateliers sont installés à Marly et à Saint-Denis, rue Ambroise-Croizat.
Louis de Ségur-Lamoignon en est le président.
En 1957, elle fusionne avec la Compagnie française de matériel de chemins de fer, formant la Compagnie française de matériel de chemins de fer et générale de construction (Frangeco).

## Production
Elle a notamment réalisé :
- des voitures-lits, voitures-restaurant ou voitures Pullman de la CIWL ;
- des voitures de banlieue Nord ;
- les Z 23000, automotrices de la ligne de Sceaux pour la RATP ;
- les autorails CGC, petits autorails pour lignes secondaires.

## Sources